# Opduwer

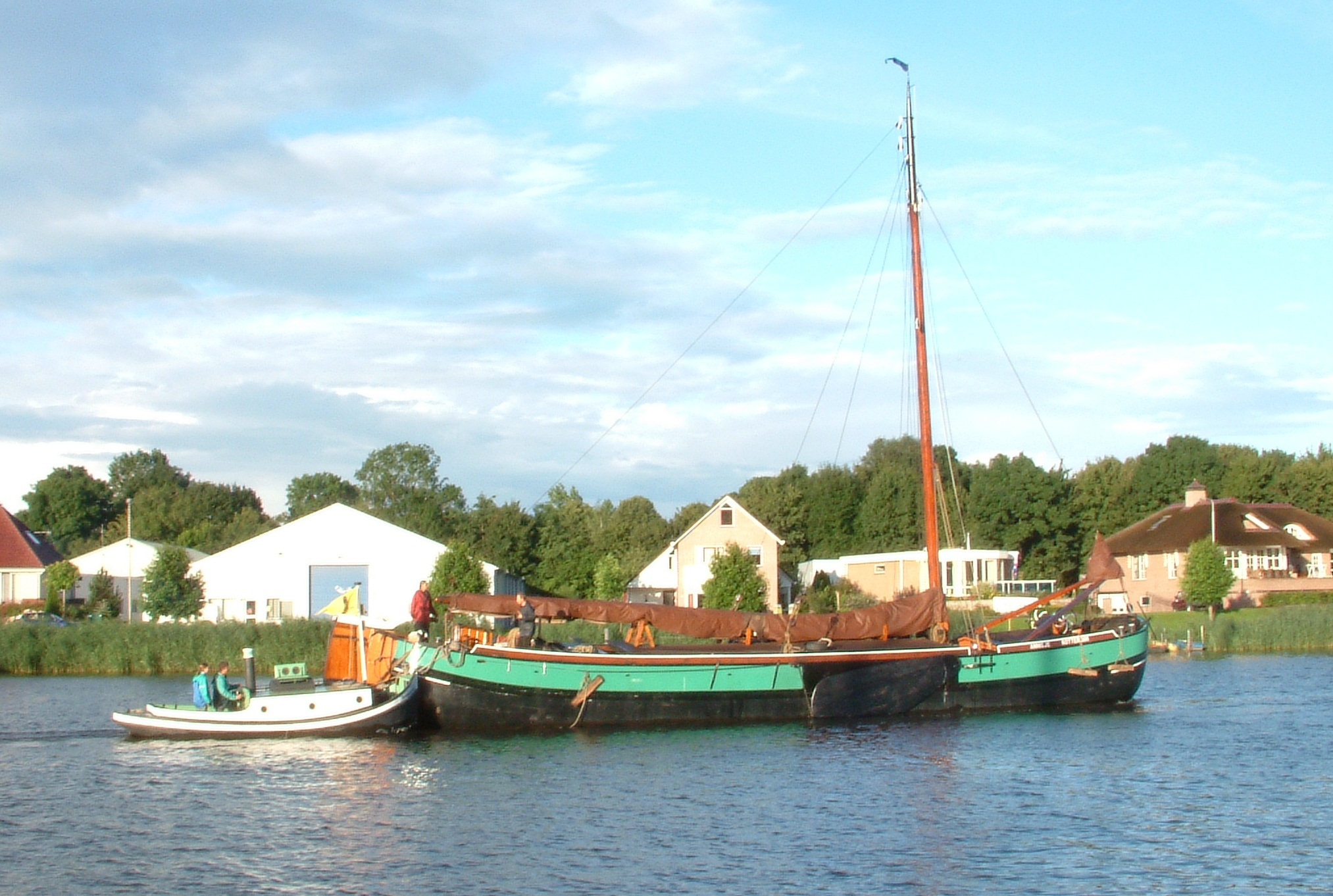
Opduwer in bedrijf met Hasselter aak Annigje

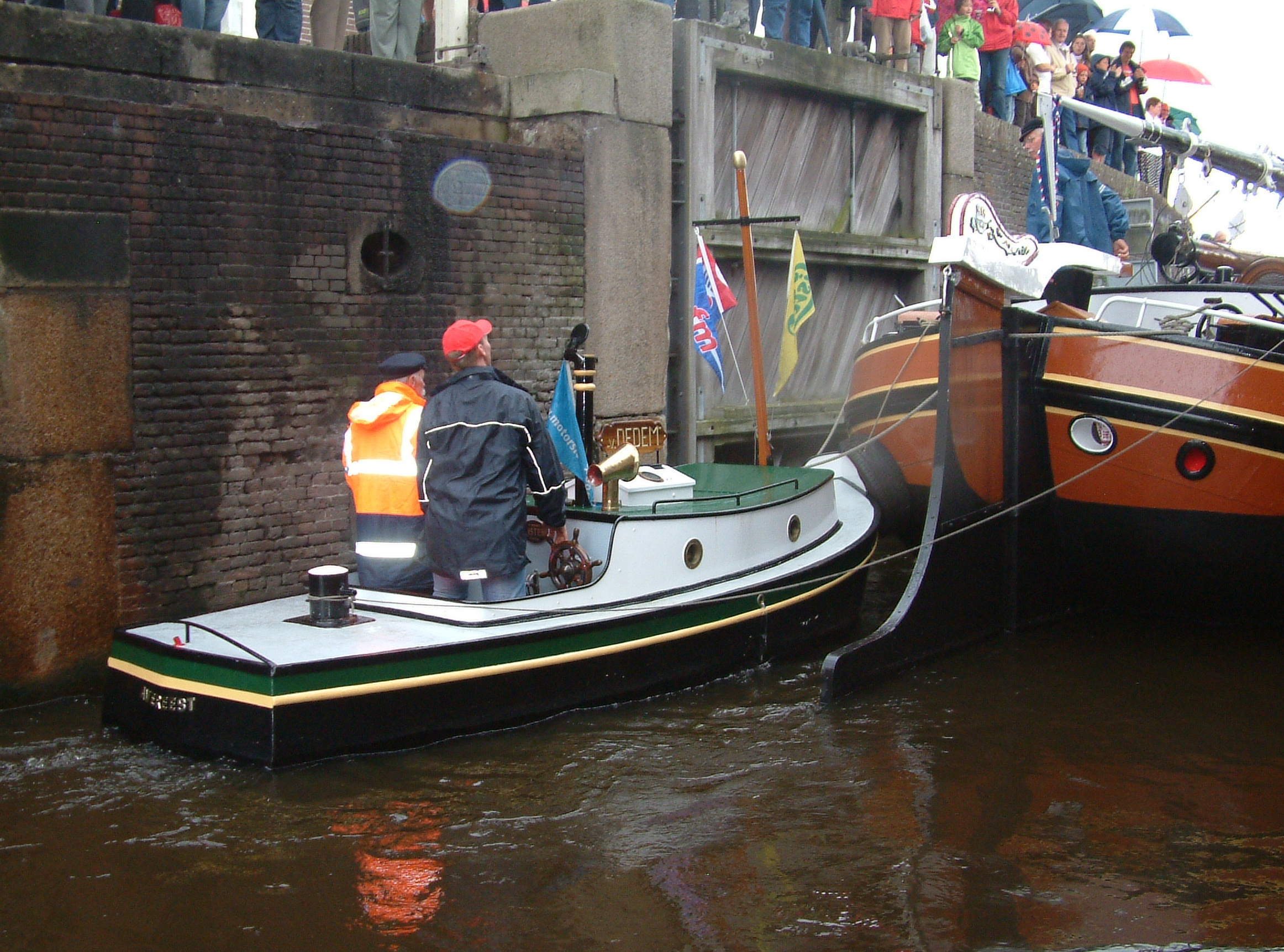
Een opduwertje in bedrijf bij Hassailt 2007

Een opduwer of opdrukker is een klein duw- en sleepbootje. Dergelijke scheepjes werden vooral in de eerste helft van de twintigste eeuw gebruikt. In die tijd begon de verbrandingsmotor zijn weg naar de binnenvaart te vinden. Opduwers werden vooral gebruikt als bijboot van tjalken en klippers. Eigenaren van grote binnenvaartschepen vonden het vaak te kostbaar om een motor in het schip te plaatsen, terwijl dat ook ten koste ging van de laadruimte. Als gemakkelijker oplossing liet men een klein duwbootje bouwen (qua grootte ongeveer gelijk aan een personenauto), dat samen met het oude vrachtschip gebruikt werd.
Opduwers werden tussen circa 1910 en 1940 gebouwd. Thans worden vele van deze scheepjes nog gebruikt, maar dan wel voor recreatie. Een dergelijk bootje speelt een centrale rol in de jeugdboekenreeks De Kameleon.

## Gebruik
Er waren ook andere voordelen van het gebruik van de opduwer tegenover de ingebouwde motor, bijvoorbeeld:
- op het schip had men geen last had van motortrillingen en lawaai;
- men had altijd een klein motorbootje ter beschikking, dat op verschillende manieren gebruikt kon worden: als ijsbrekertje, om te laden en lossen, enzovoort.

Een opdrukker was meestal eigendom van de schipper, en voer dus bijna altijd met één bepaald sleepschip samen. Opduwers werden meestal als duwboten gebruikt (vandaar de naam), maar soms ook als sleepboten. Bij het duwen werd de opduwer aan het schip vastgemaakt met touwen, en werd het duwbootje vanop het schip zelf bestuurd door middel van touwtjes of een pikhaak.

## Bouw
De eerste opduwers (circa 1910) waren gewone houten roeiboten waarin een motor ingebouwd werd. Latere opduwers werden op scheepswerven gebouwd, meestal uit materiaal dat overbleef van de bouw van grote schepen. In het begin werden zowel houten als stalen opduwers gebouwd, later alleen stalen. Opduwers waren tussen de 4,5 en 6 meter lang en 1,5 meter breed en wogen tussen de 1 en 3 ton.
Er waren zowel open opduwers als opduwers met een roefje. Bij de opduwers met het roefje kon het dak meestal gemakkelijk gedemonteerd worden om de motor te vervangen.
Niet enkel het bouwmateriaal, maar ook de motoren voor opduwers waren vaak recuperatiemateriaal, namelijk uit afgedankte auto's, vaak samen met versnellingsbak en koeling. De lichtste van dergelijke motoren hadden een vermogen van rond de 6 pk. Hiermee kon een opduwer 7 à 10 km/u halen.
In de collectie van het Zuiderzeemuseum bevindt zich een opduwer.